# Thiel Mountains
Die Thiel Mountains sind ein rund 72 km langer Gebirgszug isolierter, hauptsächlich schneebedeckter Berge zwischen den Horlick Mountains und den Pensacola Mountains im Grenzgebiet zwischen dem westantarktischen Marie-Byrd-Land und dem Queen Elizabeth Land, der von der Geländestufe Moulton Escarpment im Westen bis zur Nolan Pillar im Osten reicht. Die wesentlichen Formationen des Gebirgszugs sind das Ford-Massiv, die Geländestufe Bermel Escarpment und eine Gruppe östlicher Berggipfel nahe der Nolan Pillar. 
Erstmals untersucht und kartiert wurde das Gebiet von Teilnehmern einer Expedition des United States Antarctic Program von 1958 bis 1959. Weiterführende Vermessungen erfolgten durch den United States Geological Survey von 1960 bis 1961 und von 1961 bis 1962. Das Advisory Committee on Antarctic Names benannte sie nach Edward C. Thiel (1928–1961), Seismologe auf der Ellsworth-Station und in den Pensacola Mountains im Jahr 1957. Thiel kam gemeinsam mit vier weiteren Passagieren beim Absturz einer Lockheed P-2 kurz nach dem Start von der Wilkes-Station am 9. November 1961 ums Leben.
Während der Würth-Antarktis-Transversale von 1989/90 durchquerten Arved Fuchs und Reinhold Messner die Thiel Mountains zu Fuß. Am Rand der Berge wurde per Flugzeug ein Proviantdepot angelegt.